# Havana
"Havana"는 카밀라 카베요의 노래로, 영 서그가 피쳐링으로 참여했다. 카밀라의 솔로 데뷔 앨범 Camila 의 리드 싱글이다.
빌보드 핫 100 1위 (연간 4위)와 영국 싱글 차트 1위를 한 곡이다. 미국 음반 산업 협회(RIAA) 인증 7×플래티넘 등급 싱글이자, 국제 음반 산업 협회(IFPI) 인증 연간 세계 최고 판매 싱글이다. 2018 MTV 비디오 뮤직 어워드 올해의 비디오상을 수상했다.